# 中友子
中 友子（なか ともこ、1963年3月22日 - ）は、日本の声優、ナレーター、舞台女優。大阪府大阪市出身。青二プロダクション、劇団SWAT!（旧名：劇団大三帝国）所属。

## 略歴
知り合いがもらった青二塾大阪校1期生募集のチラシを見て、電話したのがきっかけで同塾大阪校の第2期生として入塾した。その時は締め切り後だったが、翌年に2期生の募集用紙を送ってもらった。若気の至りで受験して2年間、働きながら土日に通っていたが、すぐに演技に夢中になってしまったという。
青二プロダクションに所属した当初は司会やスーツアクターの仕事をしていた。

## 人物
方言は関西弁。
声優、ナレーターとしては、アニメ、ゲーム、ラジオで活躍している一方、女優としては、舞台にも出演している。
資格・免許は普通自動車運転免許。趣味・特技はゴルフ、殺陣、社交ダンス、ウィンドサーフィン。

## 出演
太字はメインキャラクター。

### テレビアニメ
1989年
- 悪魔くん（先生）
- キテレツ大百科（圭子、小早川文子、歌子、保母さん、主婦）

1990年
- ちびまる子ちゃん（1990年 - 、藤木くん、たまちゃんのお母さん、長田、沢井、藤木まさえ〈2代目〉、野村あつ子、倉田 、よし子の母〈代役〉他） - 2シリーズ
- ドラゴンクエスト（サーラ）
- まじかる☆タルるートくん（おばちゃん、タヌ吉の母）
- 魔法使いサリー（1989年版）（1990年 - 1991年、なな子先生〈2代目〉）
- 私のあしながおじさん（主婦B 25話）

1991年
- ウルトラマンキッズ 母をたずねて3000万光年（ノッポの老婆、ダダピー）
- きんぎょ注意報!（三太、イナちゃん、タカピーの母）
- キン肉マン キン肉星王位争奪編（1991年 - 1992年、少年、五郎、子供、ウォーズマン少年時代、シズコ）
- ゲッターロボ號（少年B）
- トラップ一家物語（農婦）
- ハイスクールミステリー学園七不思議（老婆）

1992年
- スーパービックリマン（整形美帝）
- ツヨシしっかりしなさい（1992年 - 1993年、女主人、トモミ、お手伝い）
- 南国少年パプワくん（1992年 - 1993年、フクダくん）

1993年
- GS美神（お婆さん）
- 楽しいウイロータウン（1993年 - 1994年、モーリー）
- 美少女戦士セーラームーン シリーズ（1993年 - 1995年、ファライオン、ドックバー、司会者、ペロペロ娘） - 3シリーズ
- ムカムカパラダイス（1993年 - 1994年、草子、兜）

1995年
- ご近所物語（ツトムの母）
- ロミオの青い空（タニア）

1996年
- 家なき子レミ（エマ、アルベール）
- 地獄先生ぬ〜べ〜（橋本太）

1997年
- ゲゲゲの鬼太郎（第4作）（雪女）

1998年
- 超魔神英雄伝ワタル（ヒショチョウ）
- ヨシモトムチッ子物語（クロアゲハリンゴ）

1999年
- ゴクドーくん漫遊記（ごく妻ザル）
- 神八剣伝（トメ）
- 天使になるもんっ!（バーバ）

2000年
- ファーブル先生は名探偵（オリバー、ベルモンド伯爵夫人）

2002年
- アベノ橋魔法☆商店街（夢音の母）
- ONE PIECE（2002年 - 2024年、ミス・ファーザーズデー、ヒナ、マイケル、ベラドンナ 他）

2003年
- アストロボーイ・鉄腕アトム（科学者）
- 住めば都のコスモス荘 すっとこ大戦ドッコイダー
- 釣りバカ日誌（優介の母、浅川夫人）
- フルメタル・パニック? ふもっふ（水星の母）

2004年
- ケロロ軍曹（2004年 - 2006年、ネズミー星人、オードリー7）
- 爆裂天使（女の子B）
- 風人物語（潤の母）

2005年
- IGPX（コーチ）
- ボボボーボ・ボーボボ（ぶりっこ袋）

2006年
- 金色のコルダ〜primo passo〜（志水の叔母）
- ちょこッとSister（石田葉子）
- 貧乏姉妹物語（橋本洋品店のおばさん、スーパーの店員、花屋のおばさん、看護師長）

2007年
- ゲゲゲの鬼太郎（第5作）（2007年 - 2009年、お歯黒べったり、先代魔女、母、お黒、慈恩王、膝元 他）
- 祝!(ハピ☆ラキ)ビックリマン（ニンニク満助、助士すいさい）

2008年
- 墓場鬼太郎（大家、水木の妻）
- はたらキッズ マイハム組（シルビーの母）
- ポルフィの長い旅（ルイザ、マーサ、農夫の妻）

2009年
- 怪談レストラン（中年女性、民宿の奥さん）
- こんにちは アン 〜Before Green Gables（リーザ）
- ねぎぼうずのあさたろう（与作の母親、ばあさん、お婆さん）
- 名探偵コナン（2009年 - 2024年、坂内久美、正木すなみ、大原マキ、花岡てるみ、平沢聖子、論田盛子 他）

2010年
- あにゃまる探偵 キルミンずぅ（ミチコ）

2011年
- 異国迷路のクロワーゼ The Animation（おばさん）

2012年
- 聖闘士星矢Ω（アン）

2014年
- 暴れん坊力士!!松太郎（トミ）
- ディスク・ウォーズ:アベンジャーズ（アナウンサー）

2015年
- それが声優!（おばちゃんB、デスク）
- みんな集まれ!ファルコム学園SC（メイア、アイン・セルナート）

2017年
- タイガーマスクW（女将）
- 鬼平（お千）

2018年
- 深夜!天才バカボン（子供）

2019年
- 爆釣バーハンター（妻原人）
- ドラえもん（テレビ朝日版第2期）（先生の先生）

2020年
- ハイキュー!! TO THE TOP（北の祖母）

2021年
- ワールドトリガー（香取母）
- 赤ちゃん本部長（坂井妻、モヤイー社員）
- 小林さんちのメイドラゴンS（会田ツバキ）

2022年
- ダンス・ダンス・ダンスール（生川綾子）
- デジモンゴーストゲーム（ガワッパモン）

2023年
- SHY（永田ちひろ）

2024年
- ザ・ファブル（貝沼良子）

### 劇場アニメ
1989年
- 悪魔くん（先生）

1990年
- 風の名はアムネジア
- ちびまる子ちゃん（長田くん）

1992年
- ちびまる子ちゃん わたしの好きな歌（藤木）

1993年
- Dr.スランプ アラレちゃん んちゃ!ペンギン村はハレのち晴れ（ドンベ）

1995年
- カッタ君物語（柴田芳江）

1996年
- ご近所物語（ツトムのお母さん）

2007年
- ONE PIECE エピソードオブアラバスタ 砂漠の王女と海賊たち（ミス・ファーザーズデー）

2009年
- ONE PIECE FILM STRONG WORLD（マダム）

2015年
- ちびまる子ちゃん イタリアから来た少年（藤木くん）

2016年
- なぜ生きる 蓮如上人と吉崎炎上（女性同行）

2018年
- 名探偵コナン ゼロの執行人（防衛大臣）

2019年
- ONE PIECE STAMPEDE（ヒナ）
- ぼくらの7日間戦争（香織の母）

### OVA
- たいまんぶるうす レディース編 真由美（1990年）
- NINETEEN 19（1990年、モデルA）
- 創竜伝（1992年）
- 代紋TAKE2 第II章（1993年、山倉夫人）
- 人魚の傷（1993年、女）
- 新世紀GPXサイバーフォーミュラZERO（1994年、女医）
- SMガールズ セイバーマリオネットR（1995年、セクサドールB）
- 鬼切丸（1995年、節子の母）
- ときめきメモリアル（1999年、紐緒結奈）

### ゲーム
1991年
- オーロラクエスト おたくの星座 IN ANOTHER WORLD（ユン）

1994年
- ときめきメモリアル（紐緒結奈）

1995年
- Dの食卓（ローラ）
- ちびまる子ちゃん まる子絵日記ワールド（藤木茂）
- ときめきメモリアル 〜forever with you〜（越後屋、紐緒結奈）
- ときめきメモリアル 対戦ぱずるだま（紐緒結奈）

1996年
- ウォーザード（タバサ、ルアン）
- ときめきメモリアル 伝説の樹の下で（紐緒結奈）
- プライベートコレクション 〜ときめきメモリアル〜（紐緒結奈）
- ときめきメモリアル スクリーンセーバー集 Vol.2 うきうき弁当箱（紐緒結奈）
- トバルNo.1（マリー・イボンスカヤ）

1997年
- アザーライフ アザードリームス（ファー・ゴッツ）
- ときめきメモリアル 〜おしえてYour heart〜（紐緒結奈）
- ときめきメモリアル 対戦とっかえだま（紐緒結奈）
- ときめきメモリアル ドラマシリーズ vol.1 虹色の青春（紐緒結奈）

1998年
- ときめきメモリアル ドラマシリーズ vol.2 彩のラブソング（紐緒結奈）
- ときめきの放課後 ねっ☆クイズしよ（紐緒結奈）
- ときめきメモリアル タイピング（紐緒結奈）

1999年
- ときめきメモリアル ドラマシリーズ vol.3 旅立ちの詩（紐緒結奈）
- メルティランサー The 3rd Planet（オーギュスト・クロエ）

2000年
- ときめきメモリアル2 Substories Dancing Summer Vacation（紐緒結奈）

2002年
- ときめきメモリアル 〜forever with you〜（紐緒結奈）

2003年
- C.A.T〜サイバーアタックチーム〜（瑞樹結）
- ちびまる子ちゃん まる子デラックスクイズ（藤木くん）
- From TV animation ONE PIECE オーシャンズドリーム!（ヒナ）
- ONE PIECE グランドバトル! 3（ヒナ）

2004年
- テイルズ オブ シンフォニア
- ときめきメモリアル タイピング アクティマインド（紐緒結奈）

2008年
- WORLD DESTRUCTION 導かれし意思（翠空王）

2009年
- ちびまる子ちゃんDS まるちゃんのまち（ふじきくん、たまちゃんのおかあさん）

2010年
- STORM LOVER（酉水舞）
- ONE PIECE ワンピーベリーマッチW（ヒナ）

2013年
- 鬼武者Soul（タバサ）

2014年
- ONE PIECE ワンピースキングス（ヒナ）

2015年
- 英雄伝説 空の軌跡 FC Evolution（マオ婆さん）
- 龍が如く0 誓いの場所

2022年
- ONE PIECE トレジャークルーズ（ヒナ）

### CD
- 英雄伝説 軌跡シリーズ ドラマCD（アイン・セルナート）
  - 英雄伝説 空の軌跡 the 3rd -魂の刻印-
  - 英雄伝説 零の軌跡 プレストーリー -審判の指環-
- CDシアター ドラゴンクエストIII、V（ヒミコ、ソフィア）
- ときめきメモリアルシリーズ（紐緒結奈）
  - ときめきメモリアル ドラマシリーズvol.1 虹色の青春
  - ときめきメモリアル ドラマシリーズVol.2 彩のラブソング
  - ときめきメモリアルドラマシリーズ Vol.3 旅立ちの詩
  - ときめきメモリアル 虹色の青春 forever Vol.2、3
  - ときめきメモリアル 彩のラブソング with you vol.1 - 5
- パラサイト・イヴ ドラマCD DISC－1（聖美の母）
- まるまるぜんぶちびまる子ちゃん（藤木くん）
  - 青いクチビル
  - 藤木ひきょうのテーマ「ひきょう者」

### ラジオドラマ
- 金光教の時間
- 花の慶次（保春院）

### 吹き替え

#### テレビドラマ
- NCIS 〜ネイビー犯罪捜査班（ジェニー・シェパード〈ローレン・ホリー〉、ポーラ・キャシディ〈ジェシカ・スティーン〉）
- ジム・ヘンソンのストーリーテラー（子どもたち、メイド〈ケイト・ウィリアムズ〉）

#### アニメ
- アイス・エイジ3/ティラノのおとしもの

#### 人形劇
- きかんしゃトーマス（アニー、ビル、スティーブン・ハット 他）※フジテレビ版
  - きかんしゃトーマス 魔法の線路（アニー、転がり草）

### ナレーション
- 芸術に恋して
- ザ・ワイド
- CNNデイブレイク

### テレビ番組
- 世界の果てまでイッテQ!（外国人吹き替え）
- リアルスコープZ（声の出演）
- スーパーゲートボール（日本レジャーチャンネル、実況）

### ラジオドラマ
- 青山二丁目劇場 「石のキモチ」（岩崎みほ）